# Löhne
Löhne (pronunciación en alemán: /ˈløːnə/ⓘ) es un municipio situado en el distrito de Herford, en el estado federado de Renania del Norte-Westfalia (Alemania), con una población a finales de 2016 de unos 39 767 habitantes.
Se encuentra ubicado al noreste del estado, en la región de Detmold, a poca distancia al oeste de la orilla del río Weser y la frontera con el estado de Baja Sajonia.